# Oedura filicipoda
Oedura filicipoda (гребнепалий оксамитовий гекон) — вид геконоподібних ящірок родини диплодактилідів (Diplodactylidae). Ендемік Австралії.

## Поширення і екологія
Гребнепалі оксамитові гекони мешкають на північному заході регіону Кімберлі в Західній Австралії, від плато Мітчелл на південь до Артезіанського хребта. Вони живуть у печерах і тріщинах серед пісковикових скель. Ведуть нічний спосіб життя.